# Championnat des Antilles néerlandaises de football 1993
Navigation
Saison 1990 Saison suivante
La saison 1993 du Championnat des Antilles néerlandaises de football est la trente-et-unième édition de la Kopa Antiano, le championnat des Antilles néerlandaises. Les deux meilleures équipes de Curaçao et de Bonaire se rencontrent lors d'un tournoi inter-îles. 
Les quatre clubs qualifiés sont regroupés au sein d'une poule unique où chaque équipe rencontre deux fois les formations de l'autre île et une seule fois l'autre club de son île. Les deux équipes en tête de la poule s'affrontent en finale, jouée sous forme de rencontres aller et retour. 
C'est le RKVFC Sithoc, champion de Curaçao et triple tenant du titre, qui est à nouveau sacré cette saison après avoir battu en finale l'autre représentant curacien, le CRKSV Jong Colombia. Il s’agit du sixième titre de champion des Antilles néerlandaises de l'histoire du club, qui devient la première formation à remporter quatre titres consécutifs.
Le vainqueur de la Kopa Antiano et son dauphin se qualifient tous les deux pour la Coupe des champions de la CONCACAF 1994.

## Clubs engagés
- RKVFC Sithoc - Champion de Curaçao 1993
- CRKSV Jong Colombia - Vice-champion de Curaçao 1993
- SV Vitesse - Champion de Bonaire 1993
- SV Vespo - Vice-champion de Bonaire 1993

## Compétition
Le barème utilisé pour établir le classement est le suivant :
- Victoire : 2 points
- Match nul : 1 point
- Défaite : 0 point

### Phase de poule
| Rang | Équipe              | Pts | J | G | N | P | Bp | Bc | Diff |  | Résultats (▼ dom., ► ext.) | Sit | JCo | Vit | Ves |
| ---- | ------------------- | --- | - | - | - | - | -- | -- | ---- |  | -------------------------- | --- | --- | --- | --- |
| 1    | RKVFC SithocT       | 15  | 5 | 5 | 0 | 0 | 15 | 3  | +12  |  | RKVFC SithocT              |     | 1-0 | 4-1 | 4-1 |
| 2    | CRKSV Jong Colombia | 6   | 5 | 2 | 2 | 1 | 6  | 2  | +4   |  | CRKSV Jong Colombia        |     |     | 1-1 | 2-0 |
| 3    | SV Vitesse          | 4   | 5 | 1 | 2 | 2 | 4  | 8  | -4   |  | SV Vitesse                 | 0-2 | 0-0 |     | 2-1 |
| 4    | SV Vespo            | 0   | 5 | 0 | 0 | 5 | 3  | 15 | -12  |  | SV Vespo                   | 1-4 | 0-3 |     |     |

|  | Qualification pour la finale pour le titre et pour la Coupe des champions de la CONCACAF 1994 |
|  | T : Tenant du titre                                                                           |

### Finale
| Équipe 1     | Résultat | Équipe 2            |
| ------------ | -------- | ------------------- |
| RKVFC Sithoc | 3 - 0    | CRKSV Jong Colombia |

## Bilan de la saison
| Championnat des Antilles néerlandaises de football 1993 |                         |
| Champion                                                | RKVFC Sithoc (6e titre) |
| Qualifications continentales                            |                         |
| Coupe des champions de la CONCACAF 1994                 | RKVFC Sithoc            |
| Coupe des champions de la CONCACAF 1994                 | CRKSV Jong Colombia     |
| Promotions et relégations                               |                         |
| Promus en Kopa Antiano                                  | Aucun                   |
| Relégués                                                | Aucun                   |